# Чемпіонат Німеччини з хокею 1912
Чемпіонат Німеччини з хокею 1912 — 1-й регулярний Чемпіонат Німеччини з хокею, чемпіоном став клуб СК Берлін. 
Право брати участь у чемпіонаті отримали всі аматорські команди Німецького Союзу ковзанярів (DEV). Проте, брали участь тільки дві команди, так що долю чемпіонату було вирішено в одному матчі.

## Матч
Матч чемпіонату відбулася 28 січня 1912 року в Льодовому палаці Берліна. 
- СК Берлін — СК Шарлоттенбург — 2:1 (1:0, 1:1, 0:0)

## Склад чемпіонів
Склад СК Берлін: Блізенер, Вернер Глімм, Еміль Якоб, Альфред Штайнке, Бруно Грауел, ЦМ Людецке, Кютшер, Ланге.